# PGC 39424
LEDA/PGC 39424 ist eine elliptische Zwerggalaxie vom Hubble-Typ E0 im Sternbild Jungfrau auf der Ekliptik. Sie ist schätzungsweise 99 Millionen Lichtjahre von der Milchstraße entfernt. Die Galaxie ist unter der Katalognummer VCC 238 als Mitglied des Virgo-Galaxienhaufens gelistet. Gemeinsam mit NGC 4223 bildet sie ein interagierendes Paar. 

Im selben Himmelsareal befinden sich u. a. die Galaxien NGC 4215, NGC 4235, NGC 4241, NGC 4246.